# Джорджи, Элеонора (легкоатлетка)
Элеонора Анна Джорджи (итал. Eleonora Anna Giorgi; род. 14 сентября 1989, Милан) — итальянская легкоатлетка, специалистка по спортивной ходьбе. Выступает на профессиональном уровне с 2008 года, обладательница бронзовой медали чемпионата мира, чемпионка Средиземноморских игр, действующая рекордсменка мира в ходьбе на 5000 метров и рекордсменка Европы в ходьбе на 50 км, многократная победительница и призёрка первенств национального значения, участница трёх летних Олимпийских игр.

## Биография
Элеонора Джорджи родилась 14 сентября 1989 года в Милане, Ломбардия.
Находилась в составе итальянской сборной по спортивной ходьбе начиная с 2008 года, в частности в этом сезоне выступила в юниорском зачёте на Кубке мира в Чебоксарах и на юниорском мировом первенстве в Быдгоще.
В 2009 году в ходьбе на 20 км заняла 11-е место на молодёжном европейском первенстве в Каунасе.
В 2011 году на Кубке Европы в Ольяне показала 28-й результат в личном зачёте 20 км и стала бронзовой призёркой командного зачёта. На молодёжном европейском первенстве в Остраве финишировала четвёртой.
В 2012 году заняла 14-е место на Кубке мира в Саранске. Благодаря череде удачных выступлений удостоилась права защищать честь страны на летних Олимпийских играх в Лондоне — в программе ходьбы на 20 км показала время 1:29:48, расположившись в итоговом протоколе соревнований на 11-й строке.
В 2013 году стала шестой на Кубке Европы в Дудинце, одержала победу на Средиземноморских играх в Мерсине, закрыла десятку сильнейших на чемпионате мира в Москве.
На Кубке мира 2014 года в Тайцане пришла к финишу пятой. На домашних соревнованиях в Мистербьянко установила ныне действующий мировой рекорд в ходьбе на 5000 метров — 20:01.80.
В 2015 году на Кубке Европы в Мурсии стала серебряной призёркой в личном и командном зачётах 20 км, установив при этом ныне действующий национальный рекорд Италии 1:26:17, тогда как на чемпионате мира в Пекине была дисквалифицирована за нарушение техники ходьбы.
В 2016 году принимала участие в командном чемпионате мира в Риме и в Олимпийских играх в Рио-де-Жанейро, в обоих случаях получила дисквалификацию.
В 2017 году заняла 14-е место на чемпионате мира в Лондоне.
В 2018 году на командном чемпионате мира в Тайцане стала пятой и второй в личном и командном зачётах соответственно. Стартовала на чемпионате Европы в Берлине.
В 2019 году на Кубке Европы в Алитусе с ныне действующим рекордом Европы 4:04:50 превзошла всех соперниц в личном зачёте 50 км и тем самым помогла соотечественницам стать бронзовыми призёрками командного зачёта. На чемпионате мира в Дохе в той же дисциплине завоевала бронзовую награду.
В 2021 году на командном чемпионате Европы в Подебрадах финишировала второй в личном зачёте 35 км и стала победительницей командного зачёта. Стартовала на Олимпийских играх в Токио — в ходьбе на 20 км показала результат 1:46:36 и заняла итоговое 52-е место.